# Mark Boswell
Mark Boswell (Mandeville, paróquia de Manchester, Jamaica, 28 de julho de 1977) é um antigo atleta Canadá, praticante de salto em altura. Foi campeão pan-americano em 1999 e ganhou a medalha de prata nos Campeonatos Mundiais de Sevilha, também no ano de 1999. 
Nascido na Jamaica, cedo emigrou com a família para o Canadá, onde cresceu na cidade de Brampton. Estudou na Universidade do Texas em El Paso, onde se iniciou na prática do atletismo, treinado pelo técnico Dan Pfaff. Em 1996, com dezanove anos, sagrou-se campeão mundial júnior, em Sydney.
Esteve presente em duas finais olímpicas, tendo sido sexto nos Jogos de Sydney 2000 e sétimo classificado nos Jogos de Atenas 2004.
As suas melhores marcas pessoais são de 2.35 m ao ar livre e de 2.33 m em pista coberta. Foi seis vezes campeão nacional de salto em altura (em 1997 e 2000-2004).